# مونيز بوينس آيرس
مونيز بوينس آيرس (بالإسبانية: Muñiz, Buenos Aires)‏ هي منطقة سكنية تقع في الأرجنتين في San Miguel Partido.[بحاجة لمصدر] يقدر عدد سكانها بـ 26,221 نسمة وترتفع عن سطح البحر 23 متر.